# La Bienvenida
La Bienvenida es una pedanía perteneciente al municipio de Almodóvar del Campo, en el suroeste de la provincia de Ciudad Real, comunidad autónoma de Castilla-La Mancha, España.
En 2015 tenía una población de 35 habitantes según los datos oficiales del INE.
Cuenta con un importante yacimiento íbero-romano conocido como Sisapo y el complejo volcánico de los Castillejos.

## Descripción
La Bienvenida se ubica a los pies del volcán de los Catillejos, en el centro de la comarca del Valle de Alcudia. Sus coordenadas son 38°38′41′′N 4°31′07′′O, en latitud 38.6447222, longitud -4.518611111111111 y altitud de unos 650 metros sobre el nivel del mar. Esta pedanía tiene una larga trayectoria histórica con la sucesión de diversas culturas, siendo de destacar la presencia romana a través del poblado denominado Sisapo.
En el paraje convergen distintas vías de comunicación, lo que lo convierte en el punto de encuentro a nivel religioso, cultural y de servicios de la población en diseminado de esta parte del Valle de Alcudia, de ahí que recoja una población oscilante de unos 60 habitantes. Se llega por carretera a través de la carretera autonómica CM-4202.

## Lugares de interés
A continuación se enumeran y describen resumidamente los principales lugares de interés de La Bienvenida. Para una información más detallada acerca de cualquiera de los enclaves, se recomienda acceder a la página individual del lugar en cuestión.

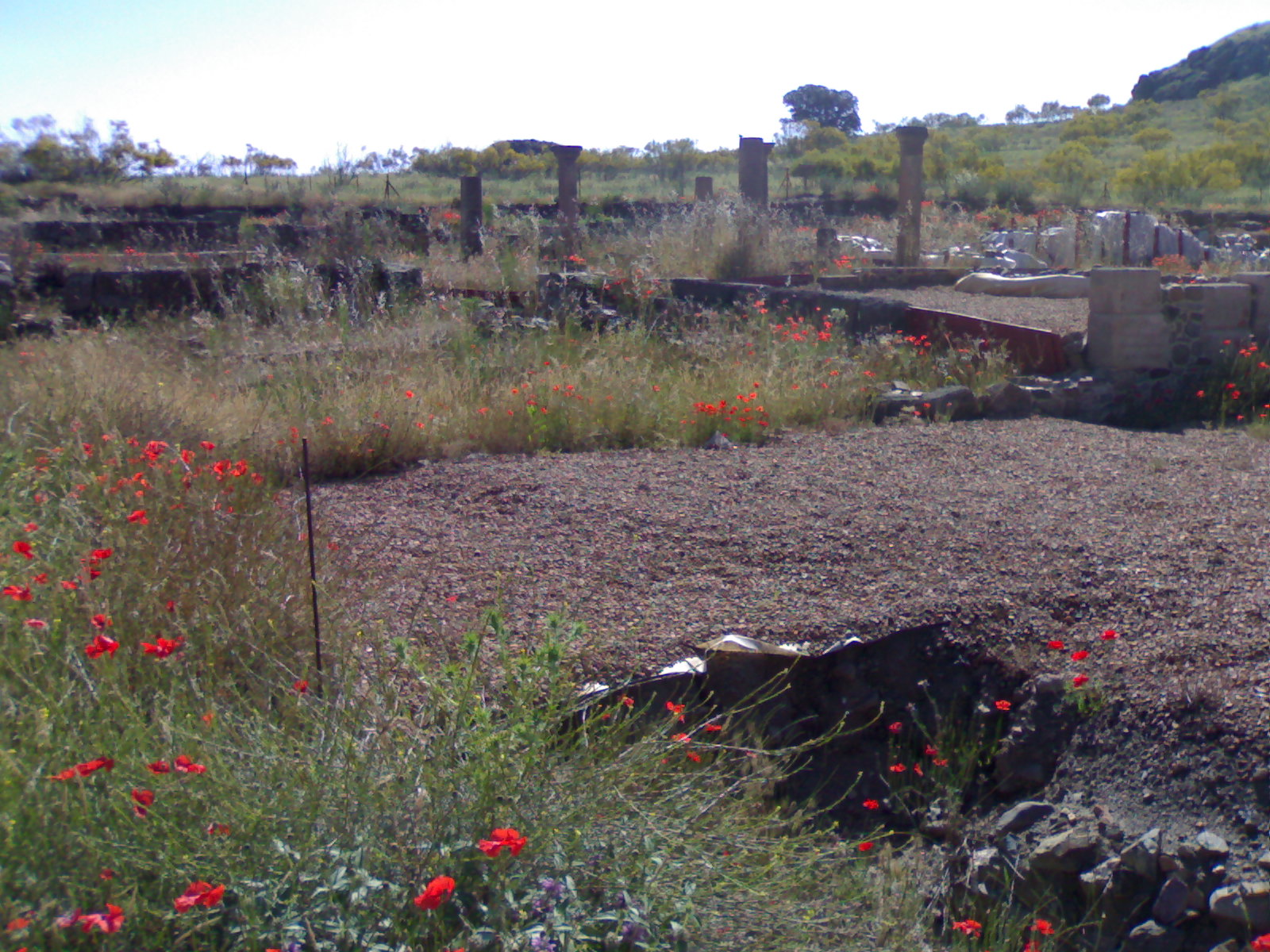
Parte de los restos encontrados de la ciudad de Sisapo, donde puede observarse la Domus de las Columnas Rojas.

- El yacimiento de Sisapo es el principal reclamo patrimonial de la pedanía y está declarado ‘Bien de Interés Cultural’. En él se fueron sucediendo las culturas tartésica, íbera y romana denominada en este caso como ‘SISAPONE’. Se localiza en uno de los tres domos volcánicos que conforman el paisaje de Los Castillejos. Descubierto a mediados del siglo XX, los trabajos de excavación sistemática se vienen realizando desde 1980, sacando a la luz los restos de un núcleo de población antiguo que funciona casi ininterrumpidamente entre fines del siglo VIII o inicios del VII antes de Cristo y el siglo V después de Cristo.[2]  Se encuadra dentro de la zona denominada como la Oretania prerromana.  En época romana constituyó el principal centro articulador de la zona, en el que se centralizaban las diferentes tareas de explotación minera, así como actividades agropecuarias complementarias.  Destacan en el yacimiento la Domus conocida como la de las Columnas Rojas, una necrópolis visigoda y el llamado Hoyo Santo, una depresión circular en la que desde antiguo han querido verse los restos de un anfiteatro romano. Existen también restos de una muralla, una herrería romana y un edificio tartésico.[1]
- El complejo volcánico de los Castillejos obtuvo el estatus de ‘Monumento Natural’ el 5 de octubre de 1999. Se trata de un conjunto volcánico efusivo ligado a una fisura eruptiva que se extiende de este a oeste por espacio de un kilómetro y cuya formación originó tres pequeños domos exógenos, es decir, volcanes en forma de cúpula constituidos exclusivamente por apilaciones de coladas viscosas que, al desplazarse poco lateralmente, se sitúan sobre el punto de emisión. Estas acumulaciones sirvieron de cantera a los romanos para la construcción del enclave de Sisapo.[2]   Constituye uno de los mejores ejemplos de pitones volcánicos asociados con lavas en la provincia volcánica del Campo de Calatrava.
- El Santuario de Nuestra Señora de La Bienvenida es un templo cristiano de planta de cruz latina con añadidos en la cabecera. A sus pies, cuenta con una portada adintelada. En la fachada destacan la espadaña de un solo vano y la puerta con arco de medio punto de sillares. En el interior, en el crucero, se alza una bóveda con pechinas.[3] Pertenece a la Diócesis de Ciudad Real y forma parte del Arciprestazgo de Puertollano.[4]
- La Venta de La Bienvenida, en el Valle de Alcudia, es básicamente una antigua venta. A través de una puerta de madera en dos hojas se accede a un local con suelo de cantos y baldosas amueblado con bancos y chimenea. Hay una habitación delantera y tres traseras, cuadras, corrales, un anexo con horno para pan y una cámara con piso de tablas de madera. El tejado, a dos aguas, está hecho en teja árabe.[5]
- El Valle de Alcudia, con nombre referente al río Alcudia, que recorre 75 kilómetros de ella, es una zona de gran valor ecológico. Su naturaleza se encuentra aún en estado virgen. Sobresalen sus bosques, entre los que se encuentran árboles centenarios y milenarios, la riqueza paisajística de sus parajes y las más de 160 especies de aves que lo habitan. El parque alberga las tres manifestaciones de vulcanismo de Ciudad Real: el ya nombrado complejo volcánico de los Castillejos, el Monumento Natural Laguna Volcánica de La Alberquilla y el Volcán de Alhorín, junto al embalse de Montoro.  La zona presenta un número muy importante de puntos de interés geológico de diversa naturaleza como hoces, cañones y cluses fluviales, cascadas naturales, humedales estacionales o permanentes, pedrizas y crestones cuarcíticos relevantes, escarpes naturales, cavidades naturales, formas de origen volcánico y formas periglaciares pleistocenas notables. Hay Microrreservas de murciélagos de varias especies. Habitan en la zona el águila imperial ibérica, el buitre negro, la cigüeña negra, el lince ibérico, el lobo y la cabra ibérica.[6] En la zona hay numerosas rutas senderistas completamente señalizadas.

## Festejos
Dos fiestas sobresalen entre las celebradas en la pedanía de La Bienvenida.
- Día de la Virgen de las Candelas, el 2 de febrero, aunque es frecuente que se realicen actividades también en los días previos. La Virgen de las Candelas es la patrona del Valle de Alcudia. El 2 de febrero al mediodía se realiza una eucaristía en su honor, seguida de una pequeña procesión de su imagen. Por la tarde se disfruta de una verbena popular. En el transcurso de este baile se entregan también los trofeos de los concursos celebrados con motivo de las fiestas, con modalidades tales como cuatrola, tenis de mesa, futbolín o parchís. Al caer la noche de vísperas arde la tradicional luminaria, alrededor de la cual se ofrecen sardinas, diferentes aperitivos y bebidas. Durante los festejos, se pone de manifiesto la importancia del mantenimiento de costumbres como esa, tan propias del Valle de Alcudia.[7]
- Romería de la Virgen de las Candelas, el tercer domingo de abril. Este día, los vecinos se reúnen para celebrar en la Romería de la Virgen de las Candelas. Al mediodía se celebra una eucaristía y procesión con la imagen de la patrona, acompañada por los acordes musicales de la banda de Almodóvar del Campo. Normalmente, se realiza alguna comida popular y, por la tarde, queda programado un partido de fútbol sala entre los asistentes, en las instalaciones deportivas de esta aldea. En la noche de la víspera se celebra una verbena popular, que incluye el acto de entrega de los concursos celebrados en los días previos, con modalidades como cuatrola, parchís, tenis de mesa o futbolín. A los propios del lugar se suman en estas fechas vecinos de toda la comarca y poblaciones limítrofes.[8]

## Climatología
En el territorio municipal de Almodóvar del Campo, que incluye a todas sus pedanías - entre ellas La Bienvenida-, los veranos son cortos, cálidos, secos y mayormente despejados. Los inviernos son muy frío y parcialmente nublados. Durante el transcurso del año, la temperatura generalmente varía de 1 °C a 34 °C y rara vez baja a menos de -4 °C o sube a más de 37 °C. 
- Temperaturas

La temporada calurosa va del 14 de junio al 10 de septiembre (2,9 meses), y la temperatura máxima promedio diaria es de más de 29 °C. El mes más cálido del año es julio, con una temperatura máxima promedio de 33 °C y mínima de 18 °C.
La temporada fresca va del 13 de noviembre al 3 de marzo (3,7 meses), y la temperatura máxima promedio diaria es de menos de 15 °C. El mes más frío del año es enero, con una temperatura mínima promedio de 1 °C y máxima de 10 °C.

El siguiente gráfico muestra la temperatura máxima media mensual durante el año en grados centígrados.
- Nubosidad

La nubosidad varía considerablemente en el transcurso del año. Del 8 de junio al 12 de septiembre (3,1 meses) se da la época con el cielo más despejado. El mes más despejado es julio, durante el cual en promedio el cielo está despejado, mayormente despejado o parcialmente nublado el 90% del tiempo. Del 12 de septiembre al 8 de junio (8,9 meses) se da la época más nublada del año. El mes más nublado es diciembre, durante el cual en promedio el cielo está nublado o mayormente nublado el 52% del tiempo.
- Precipitaciones

En cuanto a las precipitaciones, la temporada más húmeda va del 24 de septiembre al 6 de junio (8,4 meses), con una probabilidad de más del 12% de que cierto día será un día mojado (día con al menos 1 milímetro cúbico de precipitación). El mes con más días mojados es octubre, con un promedio de 6,0 días con por lo menos 1 milímetro de precipitación.
La temporada más seca va del 6 de junio al 24 de septiembre (3,6 meses). El mes con menos días mojados es agosto, con un promedio de 0,8 días con por lo menos 1 milímetro de precipitación.
El tipo más común de precipitación durante el año es solo lluvia, con una probabilidad máxima del 22% el 30 de octubre.
La variación de lluvia mensual por estación es ligera. La temporada de lluvia va del 6 de septiembre al 18 de junio (9,4 meses), con un intervalo móvil de 31 días de lluvia de por lo menos 13 milímetros. El mes con más lluvia es noviembre, con un promedio de 47 milímetros de lluvia. El periodo del año sin lluvia va del 18 de junio al 6 de septiembre (2,6 meses). El mes con menos lluvia es agosto, con un promedio de 4 milímetros de lluvia.

A continuación, puede observarse un gráfico que muestra las precipitaciones anuales medias de la pedanía en milímetro cúbicos. 
- Insolación

En 2022, el día más corto fue el 21 de diciembre, con 9 horas y 27 minutos de luz natural; el día más largo fue el 21 de junio, con 14 horas y 53 minutos de luz natural.
La salida del sol más temprana es a las 6:51 el 13 de junio, y la salida del sol más tardía es 1 hora y 49 minutos más tarde, a las 8:40, el 29 de octubre. La puesta del sol más temprana es a las 17:54 el 7 de diciembre, y la puesta del sol más tardía es 3 horas y 51 minutos más tarde, a las 21:45, el 28 de junio.
- Humedad

La humedad no varía considerablemente durante el año, y permanece prácticamente constante en 0%.
- Viento

La velocidad promedio del viento por hora en la zona tiene variaciones estacionales leves en el transcurso del año. La parte más ventosa del año va del 28 de octubre al 19 de mayo (6,7 meses), con velocidades promedio del viento de más de 12,6 kilómetros por hora. El mes más ventoso del año es abril, con vientos a una velocidad promedio de 13,6 kilómetros por hora. El tiempo más calmado del año va del 19 de mayo al 28 de octubre (5,3 meses). El mes más calmado del año es agosto, con vientos a una velocidad promedio de 11,3 kilómetros por hora.
El viento con más frecuencia viene del oeste del 9 de febrero al 26 de febrero y  del 5 de marzo al 18 de noviembre, con un porcentaje máximo del 57% el 4 de agosto. El viento con más frecuencia viene del este del 26 de febrero al 5 de marzo y del 18 de noviembre al 9 de febrero, con un porcentaje máximo del 33% el 2 de marzo.